# Авељ (име)
Авељ или Абел је библијско мушко име из Књиге постања. Авељ је по Библији био Адамов други син, којега је убио његов брат Каин.
У Библији постоје два различита хебрејска имена која се преводе као Авељ (Абел):
- Први облик се вероватно изговара као Хабел (хебрејски: הבל) и то је право име Адамовог другорођеног сина. Није сасвим јасно шта је било прво, глагол или именица: глагол הבל (хабал) значи „деловати упразно” или „постати узалудан”, док се именица הבל (хебел) може преводити као „лахор”,[2] „испарење” или „дах”,[3] (у негативном смислу - непостојање супстанце, бити нешто врло близу ничега).[4]
- Други облик се изговара као Абел (хебрејски: אבל). Корен овог имена би се могао наћи у именици „жалост”.[4]

Име се налази у Црквеном календару Српске православне цркве.

## Значење имена
Обзиром да је Авељ, као библијски лик, прва жртва убиства, ово име сугерше личну трагедију. Његову жртву Бог прихвата, после чега га из зависти убија старији брат Kаин. Тако је, према Новом завету, Авељ прототип праведника и недужне жртве, као и узор вере.

## Имендани
- 2. јануар
- 2. јун.
- 5. август.
- 5. децембар
- 9. децембар

## Варијације
У највећем броју случајева се користи форма Абел (Abel).

## Познате личности
- Авељ - син Адама и Еве, првих људи на земљи (по Библији),
- Абел Нилс Хенрик - (Niels Henrik Abel), норвешки математичар,
- Абел Ганце - (Abel Gance), француски режисер.